# Wittmann Krisztián
Wittmann Krisztián (Székesfehérvár, 1985. május 22. –) magyar válogatott kosárlabdázó.

## Pályafutása
Az Albacomp csapatában kezdte pályafutását 2003-ban, ahol 2005 őszén súlyos térdsérülést szenvedett. 2004-ben és 2005-ben az U20-as válogatott játékosa volt, 2005-ben az Albacomp csapatával a FIBA Európa Kupa sorozatban is bemutatkozott.

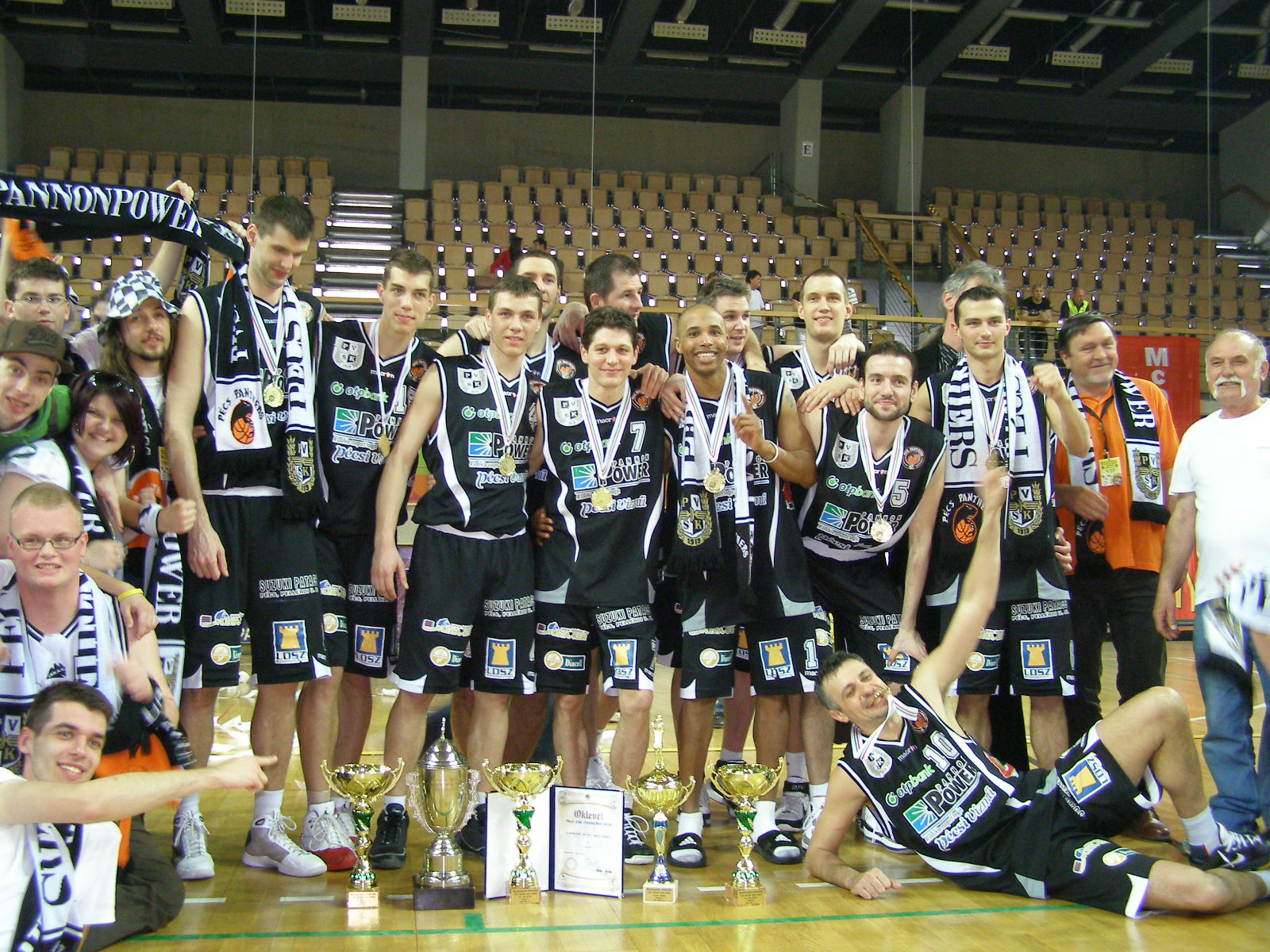
Wittmann (7) 2009-ben a kupagyőztes csapat tagjaival

2006-ban felépülését követően a Stojan Ivković edzette PVSK-Pécs Expo csapatába igazolt, ahol hamar a közönség kedvence lett második számú irányítóként. A pécsi csapattal három szezon alatt magyar kupa győzelmet, valamint egy bajnoki ezüst- és bronzérmet szerzett. 2007-ben mutatkozott be a felnőtt válogatottban, aminek 2011 óta állandó tagja.
2009-ben Ivković vezetésével a Kecskeméti KSE csapatához igazolt, ahol három év alatt három negyeddöntőbe jutott csapatával, ám egyik párharcot se nyerték meg. Wittmann itt kapta meg először a csapatkapitányi posztot. A csapat 2012-es megszűnésével az edzők és a játékostársak a B-csoportban szereplő, újonnan megformálódó KTE-Duna Aszfaltba távoztak. A másodosztályt simán megnyerték, majd az A-csoportban egy 5. helyet és egy kupabronzot szerzett.
2014-ben a bajnok Szolnoki Olaj KK csapatához szerződött, ahol 3 évet játszott, ezalatt két bajnoki és egy magyar kupa aranyat nyert, játszott az Adria Ligában, a FIBA Európa Kupában és a FIBA-bajnokok ligájában. A 2017–2018-as bajnoki szezon előtt visszatért Kecskemétre.
A magyar válogatott tagjaként részt vett a 2017-es Európa-bajnokságon.

## Család
Wittmann Krisztián nős, 2015 júniusában vette el a Bajai NKK egykori kosárlabdázóját, Kácsor Esztert. Édesapja a Videoton FC egykori labdarúgója, Wittmann Géza.

## Külső hivatkozások
- Profilja az FIBAEurope.com oldalon
- Bajnokok Ligája profilja
- Profilja a Basketball-Reference.com oldalon
- Profilja az Eurobasket.com oldalon